# Anders Holmertz
Sören Anders Holmertz, född 1 december 1968 i Motala, är en svensk före detta simmare som tog fem olympiska medaljer mellan 1988 och 1996.

## Karriär
Holmertz, som informellt kallas för Hålla, är en av de svenska simmare som genom tiderna tagit flest medaljer. Utöver OS-medaljerna vann han ett VM-guld (lång bana), ett EM-guld (lång bana) samt hela 72 individuella SM-guld. 
Efter att ha summit andra sträckan i silverlaget på 4 x 200 m vid OS i Atlanta 1996 men inte vunnit någon individuell medalj gjorde Holmertz en satsning mot kortbane-VM i Göteborg 1997, vilket blev hans sista mästerskap. Medaljutdelning blev två lagkappssilver. Trots en framgångsrik karriär saknar han en individuell mästerskapstitel från OS eller VM.

## Personliga rekord
Långbana (50 m)
| Gren          | Tid      | Rekord |  | Datum           |  | Plats              | Ref         |
| ------------- | -------- | ------ |  | --------------- |  | ------------------ | ----------- |
| 100 m frisim  | 49.94    |        |  | 11 augusti 1990 |  | Rom, Italien       | [ 5 ]       |
| 200 m frisim  | 1.46,76  |        |  | 26 juli 1992    |  | Barcelona, Spanien | [ 6 ] [ 5 ] |
| 400 m frisim  | 3.46,77  |        |  | 29 juli 1992    |  | Barcelona, Spanien | [ 6 ] [ 5 ] |
| 800 m frisim  | 8.02,78  |        |  | 22 mars 1988    |  | Orlando, USA       | [ 6 ] [ 5 ] |
| 1500 m frisim | 15.29,08 |        |  | 1 juli 1986     |  | Mölndal, Sverige   | [ 6 ] [ 5 ] |

Kortbana (25 m)
| Gren         | Tid     | Rekord      | Datum                      | Plats                      | Re    |
| ------------ | ------- | ----------- | -------------------------- | -------------------------- | ----- |
| 100 m frisim | 48,74   |             | 26 mars 1994               | Paris, Frankrike           | [ 5 ] |
| 200 m frisim | 1.44,69 |             | 29 februari 1992           | Palma de Mallorca, Spanien | [ 5 ] |
| 200 m frisim | 1.44,69 | 1 mars 1992 | Palma de Mallorca, Spanien | [ 5 ]                      |       |
| 400 m frisim | 3.40,81 |             | 4 februari 1990            | Paris, Frankrike           | [ 5 ] |
| 800 m frisim | 7.58,70 |             | 26 mars 1994               | Paris, Frankrike           | [ 5 ] |